# Doris Maletzki
Doris Maletzki (Salzwedel, 11 juni 1952) is een Oost-Duits atlete.

## Biografie
In 1974 liep Maletzki met de Oost-Duitse 4x100m estafetteploeg twee wereldrecords waarbij het tweede record tevens de Europese titel betekende.
Maletzki won tijdens de  Olympische Zomerspelen van 1976 met de 4x400m estafetteploeg de gouden medaille in een wereldrecord.

## Titels
- Europees kampioen 4 x 100m - 1974
- Olympisch kampioen 4 x 400 m - 1976

## Persoonlijke records
| Onderdeel | Prestatie | Plaats   | Jaar             |
| --------- | --------- | -------- | ---------------- |
| 100 m     | 11,18     | Leipzig  | 23 juni 1979     |
| 200 m     | 22,73     | Halle    | 14 juni 1979     |
| 400 m     | 50,34     | Berlijn  | 28 juli 1980     |
| 4x100 m   | 42,51     | Rome     | 8 september 1974 |
| 4x400 m   | 3.19,23 s | Montreal | 31 juli 1976     |

## Palmares

### 200 m
- 1974:  EK 24,07 s

### 4 x 100 m
- 1974:  EK 42,51 WR

### 4 x 400 m
- 1976:  OS - 3.19,23 WR

1972: Käsling, Kühne, Seidler, Zehrt ·
1976: Maletzki, Rohde, Streidt, Brehmer ·
1980: Prorotsjenko, Gojsjtsjik, Zjoeskova, Nazarova ·
1984: Leatherwood, Howard, Brisco-Hooks, Cheeseborough ·
1988: Ledovskaja, Nazarova, Pinigina, Bryzgina ·
1992: Roezina, Dzjigalova, Nazarova, Bryzgina ·
1996: Stevens, Malone, Graham, Miles ·
2000: Miles Clark, Hennagan, Colander, Anderson ·
2004: Trotter, Henderson, Richards, Hennagan ·
2008: Wineberg, Felix, Henderson, Richards ·
2012: Trotter, Felix, McCorory, Richards-Ross ·
2016: Okolo, Hastings, Francis, Felix ·
2020: McLaughlin, Felix, Muhammad, Mu ·
2024: Little, McLaughlin-Levrone, Thomas, Holmes
- World Athletics: 14350511